# Severna dežela
Severna dežela (rusko Сéверная Земля́, latinizirano: Severnaja zemlja) je otočje v Arktičnem oceanu severno od Sibirije, ki ga oblivata Karsko morje na zahodu in Morje Laptevov na vzhodu, na jugu pa ga 55 km širok preliv Vilkickega loči od Tajmirskega rta na celini. Sestavlja ga pet velikih in približno 70 manjših otokov s skupno površino skoraj 37.000 km², delno pokritih s stalnim ledenim pokrovom in zaradi ostrega polarnega podnebja ter odročnosti nenaseljenih. Upravno spadajo pod Krasnojarski okraj Rusije.

## Geografija
Površje otokov predstavljajo planotasta višavja in nižja gričevja, ponekod z več sto metrov visokimi klifi ob obalah in fjordi, ki se zajedajo v notranjost, drugje pa se površje počasi spušča do priobalnih ravnin in tvori prodnate obale z zalivi in lagunami. Približno polovica je pokrita s stalnim ledom v obliki ledeniških kap in ledenikov. Na nekaj mestih sega ledeni pokrov prek obalne črte in tvori ledene police, drugje pa se od ledenikov lomijo ledene gore. V geološki sestavi prevladujejo neoproterozojski in paleozojski sedimenti.
Glavni otoki (od juga proti severu):
- Boljševik (11.572 km²)
- Otok oktobrske revolucije (13.992 km²)
- Pionir (1649 km²)
- Komsomolec (9244 km²)
- Šmidtov otok (500 km²)

### Podnebje
Podnebje je arktično, ostro, z dolgimi zimami in kratkimi poletji, kjer se tudi v najtoplejšem mesecu (juliju) temperatura dvigne komaj stopinjo ali dve nad ledišče, januarja pa se spusti do -30 ºC. Povprečna letna temperatura je -15 ºC. Močni jugozahodni vetrovi so prevladujoč vremenski pojav.
| Podnebni podatki za Meteorološka postaja Golomjanij                                                       | Podnebni podatki za Meteorološka postaja Golomjanij | Podnebni podatki za Meteorološka postaja Golomjanij | Podnebni podatki za Meteorološka postaja Golomjanij | Podnebni podatki za Meteorološka postaja Golomjanij | Podnebni podatki za Meteorološka postaja Golomjanij | Podnebni podatki za Meteorološka postaja Golomjanij | Podnebni podatki za Meteorološka postaja Golomjanij | Podnebni podatki za Meteorološka postaja Golomjanij | Podnebni podatki za Meteorološka postaja Golomjanij | Podnebni podatki za Meteorološka postaja Golomjanij | Podnebni podatki za Meteorološka postaja Golomjanij | Podnebni podatki za Meteorološka postaja Golomjanij | Podnebni podatki za Meteorološka postaja Golomjanij |
| Mesec | Jan                                                 | Feb                                                 | Mar                                                 | Apr                                                 | Maj                                                 | Jun                                                 | Jul                                                 | Avg                                                 | Sep                                                 | Okt                                                 | Nov                                                 | Dec                                                 | Letno                                               |
| --- | --------------------------------------------------- | --------------------------------------------------- | --------------------------------------------------- | --------------------------------------------------- | --------------------------------------------------- | --------------------------------------------------- | --------------------------------------------------- | --------------------------------------------------- | --------------------------------------------------- | --------------------------------------------------- | --------------------------------------------------- | --------------------------------------------------- | --------------------------------------------------- |
| Rekordno visoka temperatura °C                                                                            | 0.1                                                 | −1.1                                                | 0.4                                                 | 1.0                                                 | 3.2                                                 | 8.3                                                 | 13.3                                                | 10.0                                                | 5.8                                                 | 4.0                                                 | 0.8                                                 | 0.2                                                 | 13.3                                                |
| Povprečna visoka temperatura °C                                                                           | −23.5                                               | −24.2                                               | −23.3                                               | −16.6                                               | −7.2                                                | −0.1                                                | 1.9                                                 | 1.4                                                 | −1.7                                                | −8.8                                                | −17.3                                               | −21.9                                               | −11.8                                               |
| Povprečna dnevna temperatura °C                                                                           | −27.0                                               | −27.7                                               | −26.8                                               | −19.9                                               | −9.6                                                | −1.5                                                | 0.7                                                 | 0.2                                                 | −3.3                                                | −11.4                                               | −20.6                                               | −25.3                                               | −14.3                                               |
| Povprečna nizka temperatura °C                                                                            | −30.5                                               | −31.1                                               | −30.3                                               | −23.1                                               | −11.9                                               | −2.8                                                | −0.4                                                | −1.0                                                | −4.9                                                | −14.0                                               | −23.8                                               | −28.6                                               | −16.9                                               |
| Rekordno nizka temperatura °C                                                                             | −48.4                                               | −47.2                                               | −50.7                                               | −41.8                                               | −29.6                                               | −14.7                                               | −5                                                  | −12                                                 | −21.1                                               | −35.7                                               | −42.8                                               | −48                                                 | −50.7                                               |
| Povprečna količina padavin mm                                                                             | 11.1                                                | 8.1                                                 | 8.7                                                 | 8.3                                                 | 7.7                                                 | 14.0                                                | 23.2                                                | 24.4                                                | 22.1                                                | 14.5                                                | 10.0                                                | 10.0                                                | 162.1                                               |
| Povp. št. dni s padavinami                                                                                | 15                                                  | 14                                                  | 15                                                  | 13                                                  | 20                                                  | 19                                                  | 17                                                  | 19                                                  | 21                                                  | 20                                                  | 14                                                  | 15                                                  | 202                                                 |
| Povp. št. deževnih dni                                                                                    | 0                                                   | 0                                                   | 0                                                   | 0                                                   | 1                                                   | 0                                                   | 0                                                   | 10                                                  | 9                                                   | 4                                                   | 0                                                   | 0                                                   | 22                                                  |
| Povp. št. sneženih dni                                                                                    | 15                                                  | 14                                                  | 15                                                  | 13                                                  | 19                                                  | 17                                                  | 9                                                   | 12                                                  | 17                                                  | 20                                                  | 14                                                  | 15                                                  | 180                                                 |
| Vir 1: Météo climat stats (povprečja in ekstremi, razen julijskega rekorda) Roshidromet (julijski rekord) |                                                     |                                                     |                                                     |                                                     |                                                     |                                                     |                                                     |                                                     |                                                     |                                                     |                                                     |                                                     |                                                     |
| Vir 2: Weather Reports (povprečno število dni s padavinami)                                               |                                                     |                                                     |                                                     |                                                     |                                                     |                                                     |                                                     |                                                     |                                                     |                                                     |                                                     |                                                     |                                                     |

### Flora in favna
Biotska raznovrstnost pada od juga proti severu. V splošnem porašča otoke le skromna arktična tundra, kjer prevladujejo lišaji, ki pokrivajo 10–15 % z ledom neprekritega ozemlja na severu in dvakrat toliko na jugu. Poleg njih uspeva na Severni deželi nekaj deset vrst višjih rastlin. Ti omogočajo uspevanje sesalcev, kot so arktične lisice in volkovi, podlasice ter arktični belovrati lemingi. V okoliških vodah so pogosti tjulnji, medtem ko so mroži redki. Tudi za ptice so razmere dokaj neugodne, v večjem številu tu gnezdijo le grivaste gosi, morski prodniki, ledni, triprsti in beli galebi, črne njorke ter snežni strnadi.
Razmere na južnem delu so dovolj ugodne, da živi tu majhna populacija severnih jelenov, ki na otočju celo prezimi. Opazili so jih na Boljševiku, Otoku oktobrske revolucije in Pionirju, pri čemer natančno število ni znano. Populacija je verjetno izolirana od tiste na Tajmirju.

## Zgodovina
Otočje je leta 1913 odkril ruski raziskovalec Boris Vilkicki, ki je vodil arktično hidrografsko odpravo (1910–1915) s parnima ledolomilcema Tajmir in Vajgač, njegova naloga je bila raziskati severno plovno pot od izliva Jeniseja do Beringovega preliva. 2. septembra 1913 je odprava med poskusom obplutja ledene plošče najprej odkrila nizek otoček in ga poimenovala Otok carjeviča Alekseja (zdaj Mali Tajmir) jugovzhodno od glavnine otočja, naslednji dan pa so zagledali strmo obalo na severu. Zaradi ledu niso mogli ugotoviti razsežnosti novoodkritega kopnega, zato je sprva veljalo, da je celotno otočje en sam velik otok. Dobilo je ime Dežela carja Nikolaja II. po takratnem ruskem carju Nikolaju II. Člani odprave so se 4. septembra 1913 izkrcali na rtu Berg na vzhodu Otoka oktobrske revolucije in Vilkicki je slovesno razglasil ozemlje za rusko posest. Kasneje se je izkazalo za zadnje veliko geografsko odkritje na svetu in največji uspeh odprave.
Po strmoglavljenju monarhije v oktobrski revoluciji so otočje preimenovali v Severno deželo. Po tistem ga je obiskalo nekaj cepelinov. Šele odprava Nikolaja Urvanceva in Georgija Ušakova v letih 1931–1933 je odkrila, da gre za otočje.
V drugi polovici 20. stoletja je Sovjetska zveza organizirala dve večletni glaciološki ekspediciji (1962–1969 in 1974–1988) in vzdrževala meteorološke postaje ter majhno vojaško postojanko na Severni deželi, po razpadu Sovjetske zveze pa je otočje obiskalo tudi nekaj zahodnih znanstvenih odprav in turistov. Na Boljševiku rusko podjetje Sezar prek svoje podružnice Sezar-Arktika od leta 2009 izkorišča naplavna nahajališča zlata v površinskih kopih. V ta namen so postavili prebivališča za delavce in zgradili osnovno infrastrukturo v bližini zaliva Solnečnaja ob južni obali.
V začetku 21. stoletja je duma takratnega Tajmirskega avtonomnega okrožja podala predlog o preimenovanju vsega otočja po članih dinastije Romanov, a je bil predlog zavrnjen. Leta 2007 je bil Tajmir pridružen Krasnojarskemu okraju, pod katerega zdaj spada celotno otočje.